# Adyton

Adyton eines Peripteros

Adyton (altgriechisch ἄδυτον ádyton „das Unzugängliche“, lateinisch adytum) heißt der nach außen gänzlich abgeschlossene Rückraum der Cella eines altgriechischen Tempels. Er befindet sich im Tempelgrundriss an der Stelle des Opisthodoms.
In manchen antiken Tempeln, besonders solchen von Orakel- oder Heilgottheiten, war das Allerheiligste mit dem verehrten Bild der Gottheit vom Hauptraum des Tempels abgetrennt und durfte nur von Priestern betreten werden. Bekannt ist etwa das Adyton des Apollontempels zu Delphi, in dem die Pythia auf dem Dreifuß sitzend die Orakelsprüche des Gottes verkündete, welche dann von Priestern den fragenden Gläubigen übermittelt wurden.
Dass das Adyton vom Hauptraum des Tempels, der Cella, verschieden ist, geht aus einer Stelle bei Lukan hervor, wo die Priesterin die heftigen Anfälle fürchtet, die sie infolge der Reizmittel zu überstehen hat, welche sie in dem geheimen Zimmer nehmen muss, um sich dadurch in prophetische Begeisterung zu versetzen (pavens adyti penetrale remoti fatidicum). Deshalb bleibt sie im Tempel und weigert sich, in das adytum oder die Höhle (antrum), wie es Lukan nennt, zu gehen, bis man sie mit Gewalt hineintreibt.
Das Adyton erscheint vorwiegend in Tempelbauten des 6. Jahrhunderts v. Chr. (selten in späteren) und meist im griechischen Westen (Sizilien und Unteritalien, besonders bei den Tempeln von Selinunt).
Manchmal wird Adyton synonym mit Abaton verwendet. Der Begriff war in der Antike nicht geläufig und fand erst in der Neuzeit Eingang in die Nomenklatur.

## Weblink
- Literatur von und über Adyton im Katalog der Deutschen Nationalbibliothek